# Colonne rostrale d'Aemilius Paullus
La Colonne rostrale d'Aemilius Paullus (en latin : Columna Rostrata M. Aemilii Paulli) est une colonne rostrale érigée en l'honneur de Marcus Aemilius Paullus, consul en 255 av. J.-C., sur le Capitole.

## Histoire
La colonne est probablement érigée en 255 av. J.-C. ou peu après pour célébrer les victoires navales du consul Marcus Aemilius Paullus et de son collègue Servius Fulvius Paetinus Nobilior sur les Carthaginois durant la première guerre punique, victoires qui ont permis la prise de Cossyra. Les consuls ont envoyé une flotte pour évacuer les survivants de l'armée de Marcus Atilius Regulus après la défaite subie lors de la Bataille de Tunis La flotte romaine parvient à défaire une flotte punique au large du Cap Bon mais est finalement détruite lors d'une tempête. Malgré la perte de la flotte, les deux consuls célèbrent un triomphe naval en tant que proconsuls pour leurs victoires sur les Carthaginois et la prise de Cossyra.
Selon Tite-Live, la colonne est entièrement détruite par la foudre en 172 av. J.-C.

## Description
La colonne est ornée d'éperons (rostra en latin) pris sur les navires capturés lors d'une bataille navale.